# Inga rhabdotocalyx
Inga rhabdotocalyx är en ärtväxtart som beskrevs av Hermann August Theodor Harms. Inga rhabdotocalyx ingår i släktet Inga och familjen ärtväxter. Inga underarter finns listade i Catalogue of Life.